# Неожиданный (фильм)
«Неожиданный» или «Внезапный» (англ. Suddenly) — кинофильм режиссёра Льюиса Аллена, вышедший на экраны в 1954 году.

## Сюжет
Президент США в своём послевоенном путешествии по стране должен прибыть на поезде в маленький городок Садденли («Неожиданный»), Калифорния, и оттуда продолжить свой путь на автомобиле. За час до его приезда трое людей, представившихся агентами ФБР, заходят в дом, принадлежащий вдове Эллен Бенсон и находящийся прямо напротив железнодорожной станции. Они объясняют, что посланы с целью обеспечить охрану президента, но скоро становится ясно, что это бандитская группировка во главе с киллером Джоном Бэроном. Их цель — убить президента во время его пересадки с поезда на автомобиль.

## В ролях
- Фрэнк Синатра — Джон Бэрон
- Стерлинг Хейден — шериф Тодд Шоу
- Джеймс Глисон — Питер «Поп» Бенсон
- Нэнси Гейтс — Эллен Бенсон
- Ким Чарни — Питер Бенсон III (Пидж)
- Уиллис Бучи — Дэн Карни
- Пол Фриз — Бенни Конклин
- Кристофер Дарк — Барт Уилер
- Джеймс О'Хара — Джад Келли
- Пол Векслер — помощник шерифа Слим Адамс